# Joris Bijdendijk
Joris Bijdendijk (Amsterdam, 1984) is een Nederlandse chef-kok. 
Bijdendijk groeide op in Amsterdam in de Van Eeghenstraat net ten zuiden van het Vondelpark, toen nog een heel andere buurt dan in de 21e eeuw.Vader Frank Bijdendijk was directeur bij Het Oosten. De familie bracht de weekends door in een boerderij in de Belgische Ardennen. Zijn middelbare school doorliep hij aan het Montessori Lyceum Amsterdam (weggestuurd) en het Sint-Nicolaaslyceum. Tijdens het beroepskeuze jaar kwam er een chefkok langs. Ondanks dat die het beroep afraadde vanwege lichamelijke overbelasting, stapte Bijdendijk er toch in. Hij begon tijdens de zomervakanties te werken als afwasser (vijftien jaar).
In 2002 ging hij naar de Hogere Hotelschool in Den Haag. Tijdens zijn studie fileerde hij 's ochtends vis bij een visboer en liep 's avonds stage bij Ron Blaauw. In 2004 kwam hij in dienst bij Blaauw waar hij nog vier jaar bleef werken, met als collega's onder meer Egon van Hoof, Stefan van Sprang en Menno Post. In 2009 stapte hij over naar Brasserie Paardenburg, van 2010 tot 2012 werkte hij bij Le Jardin des Sens van Jacques en Laurent Pourcel in Montpellier.
Van november 2012 tot september 2014 was Bijdendijk chef-kok van het Amsterdams restaurant Bridges. Twaalf maanden later, in de Michelingids 2014 gepubliceerd in november 2013, ontving hij een Michelinster voor de keuken van het restaurant. In 2014 werd hij verkozen tot Belofte van het jaar. In september dat jaar stapte hij over naar het nieuwe restaurant RIJKS® in de Druckeruitbouw van het Rijksmuseum Amsterdam. In 2017 werd ook aan dit restaurant een Michelinster toegekend. Tegelijkertijd bestiert hij ook restaurant WILS op het Stadionplein. In 2025 werd hij door Gault&Millau uitgeroepen tot Chef van het jaar.
Bijdendijk promoot zijn keuken van de Lage Landen, ook Low Food, gekenmerkt door het gebruik van Nederlandse producten. In 2017 presenteerde hij zijn kookboek Bijdendijk. Een keuken voor de Lage Landen, waarin hij het aanbod van Nederlandse en Belgische producten onder de aandacht wil brengen. 
Bijdendijk is vaak op televisie te zien, onder meer in Superstar Chef. Met Joël Broekaert had hij de rubriek "Waarom eten we dit niet"  in De Wereld Draait Door. In 2025 schreef hij samen met Samuel Levie het kookboek Broodjes van Sam & Joris.
Bijdendijk is gehuwd met een Française, ze hebben twee zonen. In 2024 zijn ze woonachtig in Amsterdam-Oost. Hij brengt dan Chez Bijdendijk uit bij Nijgh & Van Ditmar.